# Грін (стадіон)
Грін стадіон (івр. אצטדיון גרין, Etztadion Green) — футбольний стадіон у Ноф-га-Галілі, Ізраїль.

## Історія
Будівництво стадіону було розпочато в 1960 році як спільний стадіон міста Назарет і Кір'ят-Назарет (як він тоді називався Ноф-га-Галіль) з ініціативи Генерального Гістадруту трудящих Землі Ізраїлю. Стадіон планувалося використовувати для спільної єврейсько-арабської футбольної команди, яка була б створена для двох міст під егідою спортивної асоціації «Хапоель». Спочатку йшлося про будівництво 10 000 місць, а в 1964 році було оголошено, що остаточний план передбачає 45 000 місць олімпійського типу, з яких 6 000 місць буде збудовано на першому етапі.
Кошти на будівництво стадіону зібрав Джордж Мейні, голова профспілок США, після візиту до Назарету. Стадіон був офіційно відкритий влітку 1965 року та отримав назву «Стадіон Джорджа Мейні», і він мав одну центральну трибуну на східній стороні з 3 000 сидячими та 12 000 стоячими місцями. Після відкриття стадіону між кількома сторонами розгорівся конфлікт щодо його власності та управління, і в перші роки після відкриття стадіон мало використовувався. Спочатку було запропоновано розділити власність між місцевою радою Назарет Ілліт, якій належало 50 %, Радою робітників Назарет Ілліт — 25 % і Радою робітників Назарету — 25 %.
Мета полягала в тому, щоб переконати команду «Хапоель» (Бней Назарет), яка тоді грала в Лізі Алеф, грати на стадіоні, оскільки це привернуло б велику кількість глядачів на її ігри. Робітнича рада Назарету вимагала 50 % власності, а «Хапоель» (Бней Назарет) також не був у захваті від стадіону, оскільки він побудований в долині та можна було б спостерігати за іграми ззовні без необхідності купувати квиток. Зрештою, стадіон перейшов у власність робітничої ради Верхнього Назарету. Його використовував «Хапоель» Назарет Іллі́т, який змагався в Лізі Гімель і не приваблював великого натовпу.
У 2004 році стадіон був реконструйований завдяки пожертвуванню родини Грін і відтоді має їхнє ім'я. В рамках реконструкції на місці старої східної трибуни була зведена західна трибуна, яка змінила свій вміст до приблизно 4 000 місць. У 2009—2011 роках стадіон приймав домашні матчі «Хапоель» Акко, поки не було завершено будівництво нового стадіону. У сезоні 2013/2014 матчі приймав «Хапоель» (Афула), поки його стадіон реконструювали та розширювали. У сезоні 2014/2015 приймав ФК «Іроні Тіверіас», оскільки його домашній стадіон не відповідав стандартам національної ліги.
У травні 2019 року на стадіоні розпочався черговий етап реконструкції з метою розширення та модернізації стадіону до вимог Прем'єр-ліги шляхом додавання ще однієї трибуни на майже 1 100 глядачів, модернізації західної трибуни та заміни всіх старих крісел на стадіоні (загалом на стадіоні було встановлено близько 5 200 сидінь). Крім того, на південній стороні було підготовлено синтетичне поле для тренувань. Реконструкція, яка коштувала близько 35 мільйонів шекелів, була завершена в липні 2020 року.

## Галерея

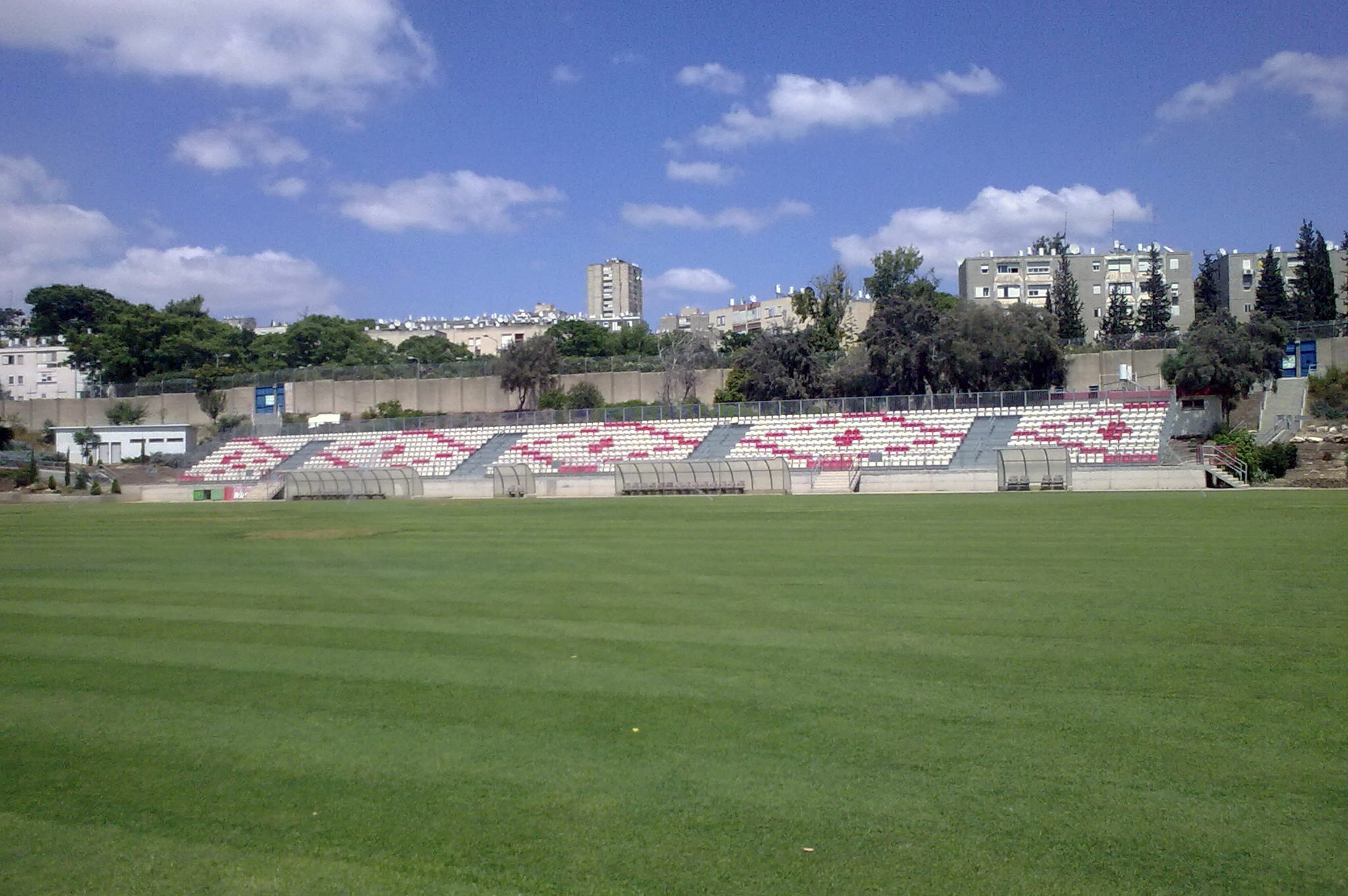
Грін Стадіон
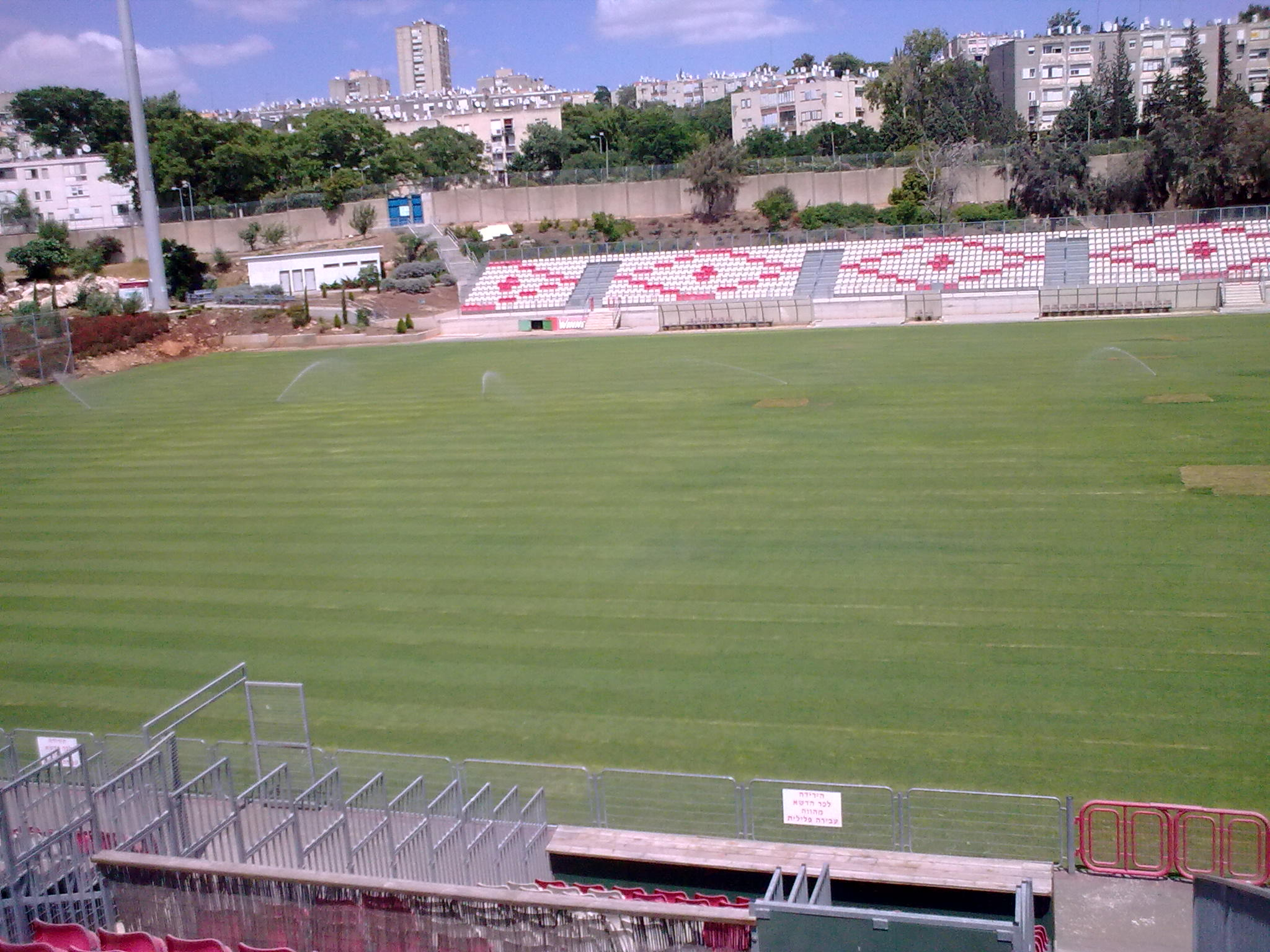
Грін Стадіон
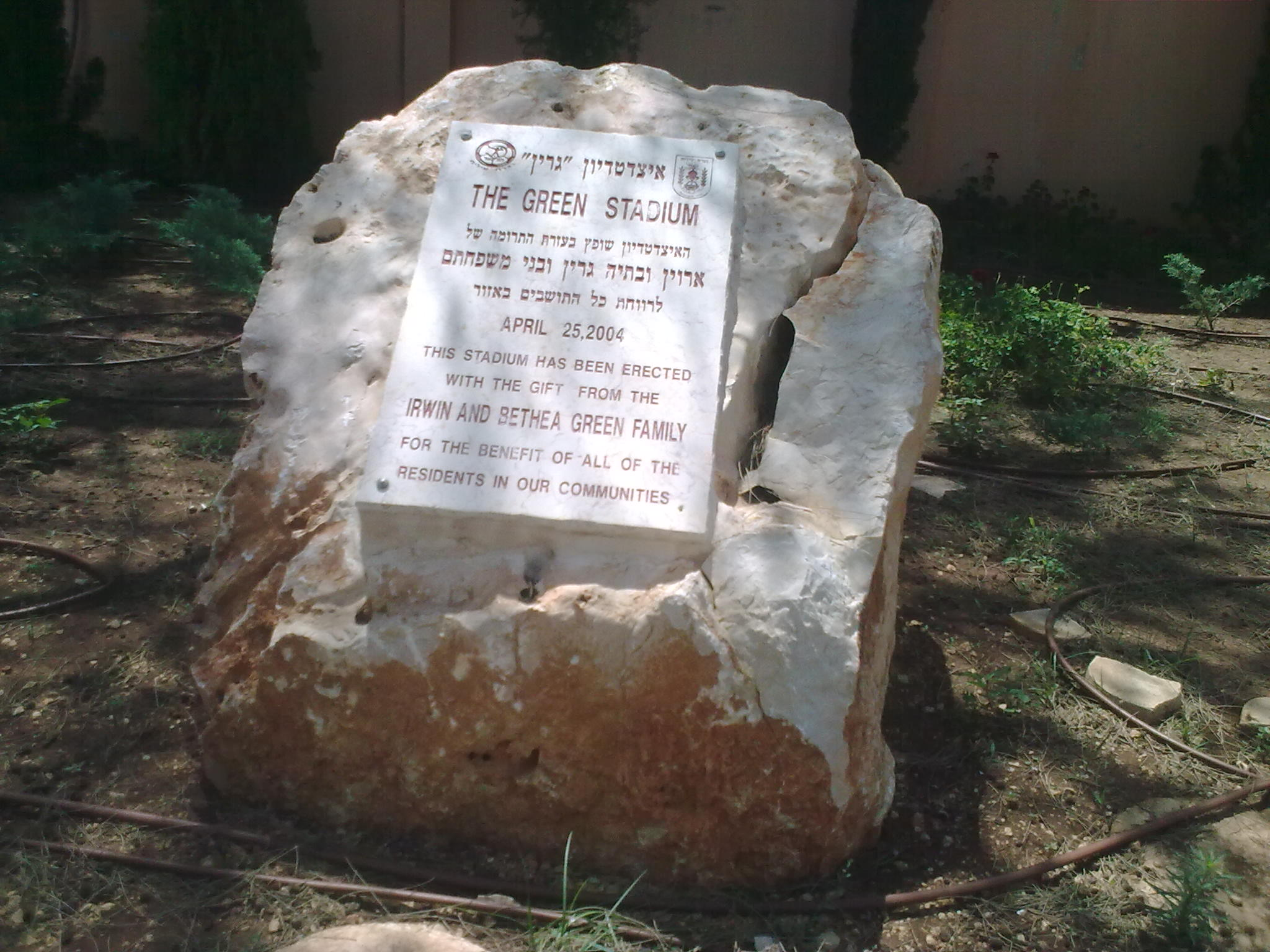
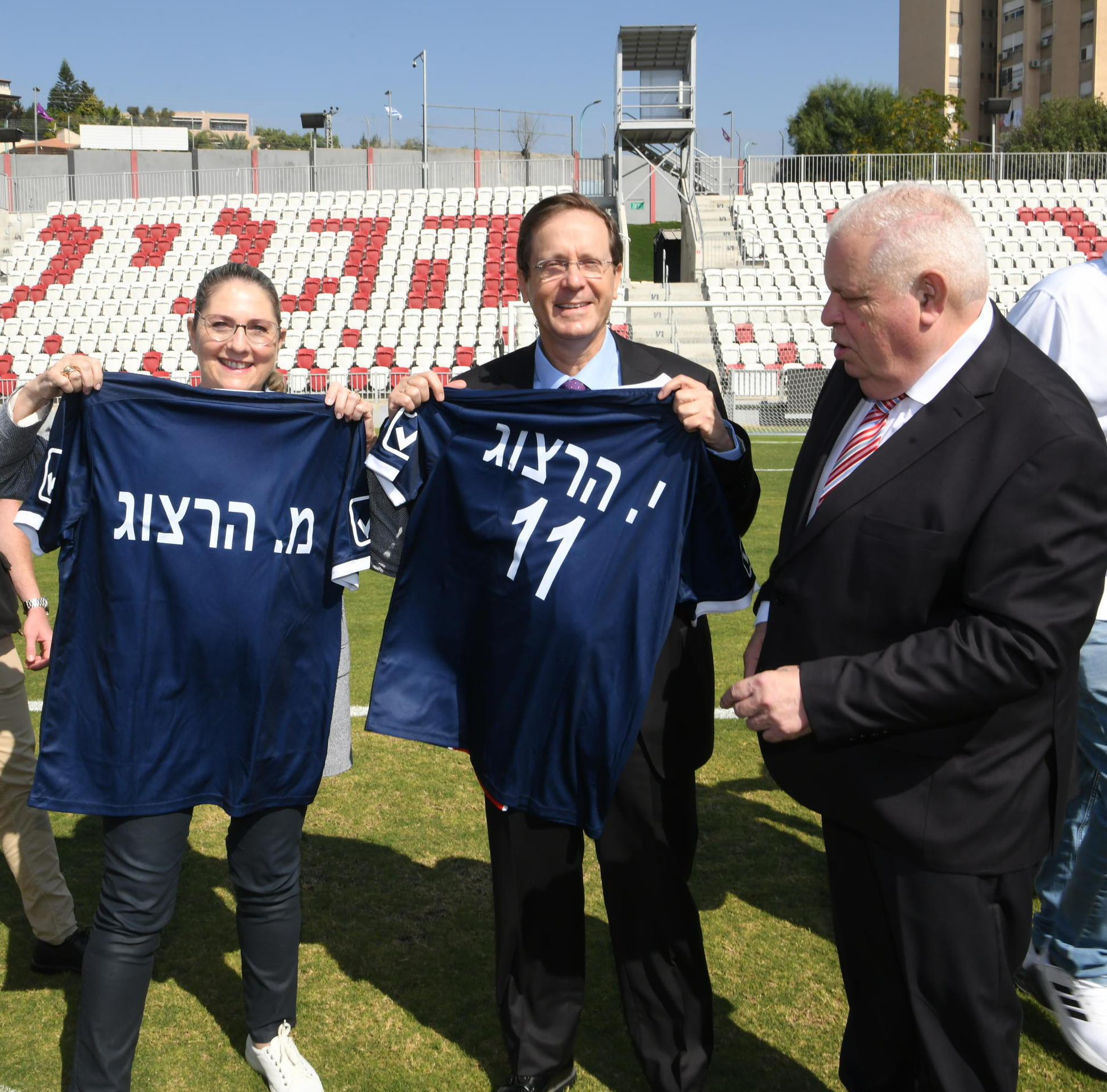
Іцхак Герцоґ у Ноф-га-Галілі, жовтень 2021 року
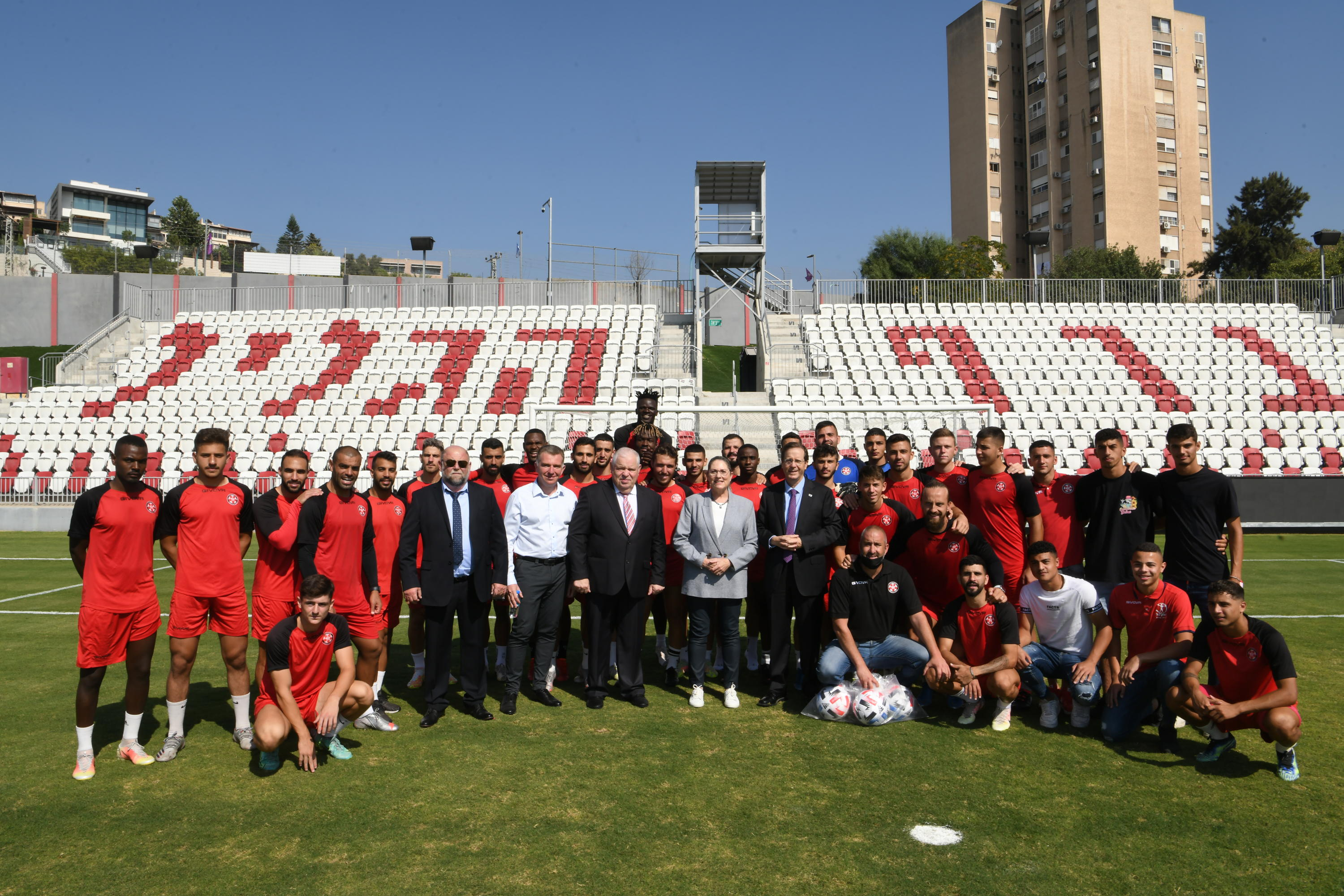
Іцхак Герцоґ у Ноф-га-Галілі, жовтень 2021 року